# Torre de La Cañada
La torre de la Cañada está situada en la cañada de La Torre a pocos kilómetros de Cortes de Baza, en la provincia de Granada.
Esta torre tiene planta circular de 3,64 metros de diámetro y aproximadamente 7 metros de altura. Construcción defensiva cuya finalidad era la transmisión de información de posibles incursiones enemigas desde la frontera hacia las fortalezas cercanas. Conserva prácticamente toda su estructura, faltando solo la terraza y el parapeto superior. Está construida en mampostería, utilizando piedras de gran tamaño puestas en hiladas, delimitadas por lajas de una piedra plana conocida localmente como «jabaluna». El hueco de acceso a la estancia del torrero se encuentra a 4,5 metros de altura, conservando el arco de medio punto en la zona superior, formado también por piedras de jabaluna puestas a modo de dovelas. En su interior se aprecia el arranque de la falsa bóveda y el hueco de acceso a la terraza, así como el suelo interior original, formado por tierra apisonada con cal. Conserva la torre un atanor cerámico en su cara norte, a nivel del suelo de la estancia y que comunica a esta con el exterior, probablemente se usaría como letrina. La torre de la Cañada comunicaba el Castillo de Cortes con el de Benamaurel, utilizando también la atalaya del Torrejón de Castril.
- Datos: Q6150414